# Los Tiempos (Chile, 1877-1882)
Los Tiempos fue un periódico publicado en Chile desde el 27 de diciembre de 1877 hasta el 28 de febrero de 1882, inicialmente por los hermanos Domingo Arteaga Alemparte y Justo Arteaga Alemparte.
Raúl Silva Castro escribe sobre la familia Arteaga:: 251–253 
Habiendose publicado Los Tiempos durante la Guerra del Pacifico, no pudo dejar de conceder espacio en sus columnas tanto a las noticias de las campañas como a las agudas polémicas que se desencadenaron con motivo de los rumbos estratégicos de la contienda. Tanto más decisiva fue la participación que cupo a este diario en la guerra, cuanto que sus fundadores eran hijos del general Arteaga, que alcanzó a intervenir en la lucha pero que pronto hubo de verse alejado de ella por los achaques de la edad. Disgustado, en fin, Justo Arteaga Alemparte con el rumbo de los acontecimientos y profundamente escéptico acerca de la pureza de las intenciones politicas de quienes habían provocado el alejamiento de su padre, levantó en 1881 la candidatura presidencial del general Baquedano para suceder a don Anibal Pinto.